# Montmorin (Hautes-Alpes)
Montmorin korábbi község (település) Franciaországban, Hautes-Alpes megyében. Lakosainak száma 105 fő (2018. január 1.). Montmorin Bruis, L’Épine, Moydans, Ribeyret és Valdrôme községekkel határos.
2017. január 1-jén Bruis és Sainte-Marie községgel egyesült és delegált község státusszal Valdoule új község része lett.

## Népesség
A település népességének változása:
| Lakosok száma | 112  | 109  | 95   | 87   | 84   | 91   | 94   | 90   | 100  | 105  |
|               | 1968 | 1975 | 1982 | 1990 | 1999 | 2011 | 2013 | 2015 | 2017 | 2018 |